# Stegosaurus
Stegosaurus (phát âm tiếng Anh: /ˌstɛɡəˈsɔːrəs/; n.đ. 'thằn lằn mái') là một chi khủng long phiến sừng thuộc cận bộ Stegosauria, sống từ Jura muộn (giai đoạn Kimmeridgia đến tiền Tithonia) ở miền Tây Bắc Mỹ ngày nay. Do những đuôi nhọn và bọc giáp, Stegosaurus là một trong những khủng long dễ nhận ra nhất, cùng với Tyrannosaurus, Triceratops, và Diplodocus. Tên Stegosaurus có nghĩa "thằn lằn mái nhà" và bắt nguồn từ tiếng Hy Lạp cổ στεγο- (stego-) có nghĩa "mái nhà" và σαυρος (-sauros) có nghĩa "thằn lằn". Ít nhất ba loài được nhận ra tại phần trên kiến tạo núi Morrison và được biết đến vì nhiều bộ xương còn lại. Nó sống vào khoảng 155 đến 145 mya cùng nơi và lúc mà các khủng long Diplodocus, Camarasaurus, và Apatosaurus thuộc Sauropoda đang thống trị.
Stegosaurus có lẽ đã sinh sống cùng với các loài khủng long như Apatosaurus, Diplodocus, Brachiosaurus, Allosaurus, và Ceratosaurus; loài sau cùng có lẽ đã săn bắt chúng.

## Sự khám phá và các loài
Stegosaurus là một trong số nhiều loài khủng long lần đầu tiên được thu thập và xác định trong cuộc Chiến Tranh Xương (tên gọi của thời kỳ nghiên cứu và khám phá hóa thạch cực kỳ mạnh mẽ trong lịch sử nước Mỹ, đánh dấu bằng sự ganh đua giữa 2 nhà cổ sinh học Edward Drinker Cope và Othniel Charles Marsh năm 1877. Hai người này dùng cả những phương pháp xấu như mua chuộc, ăn trộm hay phá hủy những bộ xương của người kia). Stegosaurus được Othniel Charles Marsh đặt tên năm 1877, từ những vết tích tìm được ở bắc Morrison, Colorado. Bộ xương đầu tiên này trở thành mẫu gốc của loài Stegosaurus armatus. Cơ sở cho tên khoa học của nó (thằn lằn mái nhà) là do ban đầu Marsh nghĩ rằng những phiến mỏng xếp thành dãy trên lưng loài vật này giống như những cái ván lợp trên mái nhà. Nhiều mẫu vật liệu phong phú về Stegosaurus được tìm ra trong vài năm sau đó và Marsh công bố một số bài báo về chi khủng long này. Lúc đầu, có một số loài được mô tả và định rõ. Tuy nhiên, nhiều loài dần dần bị coi là không có căn cứ hay đồng nhất với những loài khác, chỉ còn 2 loài được biết rõ và một loài chỉ biết sơ lược.
Năm 1878, Edward Drinker Cope đặt tên là  Hypsirhophus discurus  là một loài khủng long stegosauria khác dựa trên các hóa thạch mảnh từ Cope's Quarry 3 gần địa điểm "Cope's Nipple" ở Garden Park, Colorado.

### Các loài có cơ sở vững chắc
- Stegosaurus armatus (nghĩa là thằn lằn mái nhà bọc giáp) là loài đầu tiên được phát hiện là được biết đến từ 2 hộp sọ không hoàn chỉnh và ít nhất là 30 mảnh nhỏ riêng lẻ nữa. Loài này có 4 gai đuôi nằm ngang và những tấm bẹt tương đối nhỏ. Nó dài 9 mét, là loài dài nhất trong số các loài thuộc chi Stegosarus.

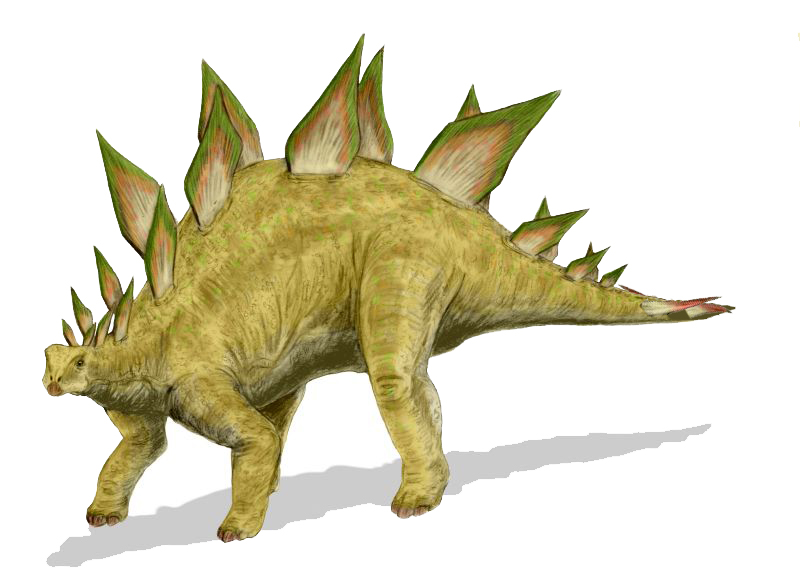
Phục dựng lại Stegosaurus stenops

- Stegosaurus stenops (nghĩa là thằn lằn mái nhà mặt hẹp) được Marsh đặt tên năm 1887,[5] với mẫu gốc được thu thập bởi Marshal Felch tại Garden Park, bắc thành phố Canon, Colorado năm 1886. Đây là loài Stegosaurus được hiểu rõ nhất, chủ yếu là vì các hóa thạch của nó có ít nhất một bộ xương được nối lại hoàn chỉnh. Nó có những tấm bẹt lớn, rộng và bốn cái gai đuôi. Stegosaurus stenops có ít nhất 50 bộ xương không đầy đủ của cả những con trưởng thành và chưa trưởng thành, một cái hộp sọ hoàn chỉnh và 4 hộp sọ không đầy đủ. Nó ngắn hơn S. armatus, dài có 7m.
- Stegosaurus longispinus (nghĩa là thằn lằn mái nhà gai dài) được Harles W. Gilmore đặt tên và được biết đến từ một bộ xương không hoàn chỉnh ở hệ địa chất Morrison, Wyoming. Stegosaurus longispinus đáng chú ý ở bốn cái gai đuôi dài một cách khác thường của nó. Một số người lại coi nó là một loài thuộc chi Kentrosaurus. Giống như S. stenops, nó dài 7m.

### Các loài còn nhiều nghi vấn
- Stegosaurus ungulatus, nghĩa là thằn lằn mái nhà có móng, được Marsh đặt tên năm 1879,[6] từ những vết tích phát hiện ở Como Bluff, Wyoming. Nó được biết đến từ một số đốt sống và những phiến giáp mỏng. Nó có lẽ là một cá thể chưa trưởng thành của S. armatus, mặc dù S. armatus cũng chưa được mô tả đầy đủ. Mẫu vật phát hiện ra ở Bồ Đào Nha và có niên đại từ đầu thế Kimmeridgian – cuối thế Tithonian được quy cho loài này.
- Stegosaurus sulcatus, nghĩa là thằn lằn mái nhà có rãnh, được Marsh xác định vào năm 1887 dựa trên một bộ xương không đầy đủ. Người ta nghi ngờ rằng nó đồng nhất với S. armatus.[7]
- Stegosaurus duplex, nghĩa là thằn lằn mái nhà hai mạng lưới (ám chỉ mạng lưới thần kinh mở rộng ở xương cùng mà Marsh mô tả như là một "bộ não phía sau"), nhiều khả năng là S. armatus. Mặc dù được Marsh đặt tên năm 1887 (bao gồm cả mẫu vật gốc), những mảnh xương rời thực ra được thu thập vào năm 1979 bởi Edward Ashley tại Como Bluff, Wyoming.
- Stegosaurus seeleyanus, tên trước đây là Hypsirophus, có khả năng cũng là S. armatus.
- Stegosaurus (Diracodon) laticeps được Marsh định rõ vào năm 1881, từ một vài mảnh vụn xương hàm.
- Stegosaurus affinis, được Marsh mô tả vào năm 1881, được biết từ duy nhất một cái xương mu, và được coi là một loài nghi vấn. Có lẽ nó đồng nhất với loài S. armatus.